# Heterocaprella krishnaensis
Heterocaprella krishnaensis is een vlokreeftensoort uit de familie van de Caprellidae. De wetenschappelijke naam van de soort is voor het eerst geldig gepubliceerd in 1983 door Swarupa & Radhakrishna.